# Mięsień g-t
Mięsień g-t – mięsień wchodzący w skład genitaliów samców sieciarek.
Mięśnie g-t to para retraktorów łączących gonarcus z dziewiątym tergitem odwłoka. Opisane są dla  Creoleon plumbeus z rodziny mrówkolwowatych. Biorą udział w ruchach gonarcusa. Wchodzą w skład zespołu kopulacyjnego (ang. copulative complex) i podzespołu edagusa (aedeagal subcomplex).